# Valentin Stocker
Valentin Stocker, född 12 april 1989, är en schweizisk fotbollsspelare som spelar för Basel.
Han var med i Schweiz trupp vid fotbolls-VM 2014.